# Jorge Cuapio Bautista
Jorge Cuapio Bautista (ur. 6 kwietnia 1967 w Santa Ana Chiauhteman) – meksykański duchowny katolicki, biskup Iztapalapy od 2021.

## Życiorys

### Prezbiterat
Święcenia kapłańskie otrzymał 15 sierpnia 1992 i został inkardynowany do diecezji Texcoco. Pracował głównie jako duszpasterz parafialny, był także m.in. wykładowcą seminarium, przełożonym Wikariatu VI (z rangą wikariusza biskupiego) oraz wikariuszem biskupim ds. duszpasterskich.

### Episkopat
4 marca 2015 papież Franciszek mianował go biskupem pomocniczym archidiecezji Tlalnepantla, ze stolicą tytularną Bisarcio. Sakry udzielił mu 27 maja 2015 arcybiskup Carlos Aguiar Retes.
14 sierpnia 2021 został mianowany biskupem ordynariuszem diecezji Iztapalapa. 